# Andrea Hairston
Andrea Hairston (Pittsburgh, 1952) is een Afro-Amerikaans schrijfster van sciencefiction- en fantasyboeken, verhalen en toneelstukken.

## Biografie
Andrea Hairston is geboren en getogen in Pittsburgh, Pennsylvania, waar zij als tiener actief was bij de vakbondsorganisatie, de organisatie voor burgerrechten en anti-oorlogsactivisme. Ze woont momenteel in Northampton (Massachusetts). Hairston behaald een BA aan het Smith College en een MA aan de Brown-universiteit. Ze geeft les als Louise Wolff Kahn 1931 Professor of Theatre en Professor of Africana Studies aan het Smith College en doceert toneelschrijven, Afrikaanse, Afro-Amerikaanse en Caribische theaterliteratuur.
Hairston is artistiek directeur bij het Chrysalis Theatre en maakt al meer dan vijfentwintig jaar theaterproducties met muziek, dans en maskers. Hairston vertaalde ook toneelstukken van Michael Ende en Kaća Čelan van Duits naar Engels.
Mindscape, Hairstons eerste roman, won de Carl Brandon Parallax Award en was op de shortlist voor de Philip K. Dick Award en de James Tiptree Jr.-prijs. Haar roman Redwood en Wildfire won in 2011 de James Tiptree Jr.-prijs. Hairston was in mei 2012 een van de eregasten bij de sciencefictionconventie Wiscon.

### Romans
- Mindscape (2006)
- Redwood and Wildfire (2011)
- Will Do Magic for Small Change (2016)

### Collecties
- Lonely Stardust: Two Plays, a Speech, and Eight Essays (2014)

### Non-fictie
- Impolitic! (2012, samen met Debbie Notkin)

### Korte fictieverhalen
- Excerpt from Mindscape (2004)
- Griots of the Galaxy (2004)
- Double Consciousness (2008)
- Will Do Magic for Small Change (2010)
- Hummingbird Flying Backward (2014)
- Lonely Stardust (2014)
- Saltwater Railroad (2015)

### Essays
- Driving Mr. Lenny: Notes on Race and Gender as a Transport to Another Reality, Another Dimension (2004)
- Octavia Butler—Praise Song to a Prophetic Artist (2006)
- Lord of the Monsters (2007)
- Romance of the Robot: From RUR & Metropolis to WALL-E (2010)
- Stories Are More Important Than Facts: Imagination as Resistance in Guillermo del Toro's "Pan's Labyrinth" (2010)
- Four Contributions from Beyon'Dusa (2010)
- Will Do Magic for Small Change (Foreword) (2010)
- Heretical Connectedness (2011)
- Different and Equal Together: SF Satire in District 9 (2012)
- Prophetic Artists: Octavia Butler and African Americans Writing Fantastic Literature (2012)
- Disappearing Natives: The Colonized Body is Monstrous (2013)
- Inclusive Reviewing: A Discussion (2014, met Samuel R. Delany, L. Timmel Duchamp, Fábio Fernandes, Alex Dally MacFarlane, Sofia Samatar en Aishwarya Subramanian)
- Guest of Honor Speech, WisCon 36 (2014)
- Conjurations and Speculations: Preaching to the Choir (2017)

## Theater
- Soul Repairs
- Lonely Stardust
- Hummingbird Flying Backward
- Dispatches
- Archangels of Funk